# جوي كارول
جوي كارول (بالإنجليزية: Joy Carroll)‏ هي كاهنة انجليكانية أمريكية، ولدت في 1959.